# 雄風二E巡弋飛彈
雄風二E巡弋飛彈（Hsiung Feng IIE, HF-2E）為中華民國中科院製造的地對地巡弋飛彈，以「雄昇」為發展計畫，將雄風二型反艦飛彈為基礎並參考自美國戰斧巡弋飛彈研發，投入研發經費約330億元台幣，2010年起在國防預算中以代號「戟隼專案」編列量產。

## 概述
雄風二E巡弋飛彈為採低空、貼地表，隨地形、地貌變化起伏飛行的次音速巡弋飛彈。

2020年4月國防部送交立法院的專案報告，「雄昇飛彈」具有高爆丶散撒2種彈頭，可對加固指揮所及掩體、機場跑道進行反制。
2011年的射程公開說法為600公里，並以3,000公里為目標增加射程距離。其長度和直徑約介於雄風三型反艦飛彈和美國戰斧巡弋飛彈之間。可對中國大陸的东南地区目標造成威脅。射程可達香港、澳門、廣州、長沙、福建、上海、南京等東南沿岸重要的城市，以及深入腹地攻击长江三峡大坝。
2022年，根據國防部送交立法院的書面報告顯示，「雄昇飛彈」射程估計為1,000至1,200公里，打擊範圍到中國內陸，具有源頭打擊戰力，估計量產數量至少達到百枚以上。

## 發展歷史
1990年代在中華民國國軍服役的天弓飛彈、MIM-23鷹式飛彈，用途在於攔截來襲敵機，愛國者飛彈則用於攔截飛彈，均為防禦性質的防空飛彈；中科院已研發成熟的天弓三型防空飛彈，也是攔截飛彈、戰機用途。為了落實中華民國國防部之防衛作戰最高指導原則：“防衛固守，有效嚇阻。”而著手研發具攻擊重要軍事據點範圍內的攻擊性飛彈。
1994年11月時任中華民國國防部部長孫震表示，只要國防預算許可，中科院有能力研發出射程比雄二更遠的中、長程飛彈。這是國防部高層首度透露，中科院正研發反擊武器。雄風二E的關鍵技術研發始於民國八十年代中期，當時任職中科院中將院長的陳友武在2004年在集體貪汙案被判刑時，其罪名是自民國八十五年起挪用「雄二E飛彈武器關鍵技術提升計畫」經費供其私人玩樂。這是目前雄風二E飛彈計畫已知的最早成案時間。
2001年6月媒體報導，中科院以「雄昇」為計畫名稱，「雄風2E」為代號，進行研發射程1,000公里、可貼地飛行、對地攻擊的巡弋飛彈，除已做過多次導引和飛控系統測試，並驗證一彈多目標、沿途投擲彈頭的能力。研發過程前期極度不順利，在2004年之前雄風二E原型彈五次試射均告失敗，在2004年6月國防部曾一度命令，如果當年仍測試失敗便現況結案；同年中科院院長更換為龔家政將軍。
龔家政求益於前雄風計畫主持人韓光渭後，經韓光渭推薦由王德勝接任雄風2E的總顧問。王德勝接任後重新檢視當時完成的第6枚雄風二E原型彈，察知原型彈出現焊接錯誤等嚴重的製造品管瑕疵。王德勝整頓製造品管，決定重新打造原型彈，雄風二E原型彈在2004年9月、10月兩度成功試射。10月份試射為新打造的第7枚雄風二E，2005年春季再次進行成功試射，使雄風2E計畫擺脫終止危機，研發繼續進行。
雄風二E飛彈的動力來源據信為中科院開發的渦輪扇發動機。2013年底，在桃園「2013軍民通用科技產業加值應用成果展」展出其使用渦輪扇發動機；2014年12月9日，中科院航空所首度官方展示「鯤鵬」渦輪扇引擎，說明1998年5月開始研發，1999年11月即進行全引擎研發測試。

## 量產與佈署
雄風二E的第一批量產型預算自2008至2019年編列，代號「戟隼專案」，專案經費340億餘元新台幣，量產數量245枚。
2017年因國防部參謀本部防空飛彈指揮部改編至空軍，戟隼在預算書中的代號變更為「飛戟一號」；在民國107年的預算書中出現「飛戢二號」、108年出現「飛戢三號」等採購預算需求說明，可相信目前雄二E型飛彈仍在量產。第二批次之後的量產型媒體宣稱中科院進行改良，射程將達1,000公里以上，惟該些內容皆未詳述技術細節，且外界也不得而知其數據之合理性。
除了量產型戟隼彈，空軍另編列了雄升飛彈的翻修經費，可信雄二E原型彈目前仍有部分在服役。
目前中華民國國軍尚無公開展示雄風二E戰具，但由於飛彈指揮部的地址已經被媒體公布，因此在2013年台灣網友透過Google地圖採購的商用衛星照片找出雄風二E巡弋飛彈佈署位置，飛彈、掛彈車、中繼車及指揮管制車，證明雄風二E量產服役。。時任中華民國國防部發言人羅紹和少將在此軍事部署情況被揭露後聲明「國軍重要的軍事設施，均已經建置相關防護作為，可以確保營區與裝備安全，請國人放心。」
2017年，在飛指部改編進空軍時，在Facebook粉絲團中公開部分照片，媒體自照片推測目前運用雄風二E飛彈的單位稱為791旅。
2022年，立法院通過「中央政府海空戰力提升計畫採購特別預算案」，根據國防部呈交立法院報告指出，中科院的新式飛彈量產廠房，將在2022年6月完工啟用，飛彈的年產量將會大幅增加，其中國防部報告顯示，雄二飛彈與雄昇飛彈共用生產線，年產量將從原本每年81枚，提升至131枚。國防部的報告，只有共用生產線的雄二飛彈與雄昇飛彈的生產量，無法得知雄昇飛彈的年產量。